# A22 (Zypern)
Die Autobahn A22 ist eine Autobahn in Zypern. Die Autobahn befindet sich seit 2020 in Bau und wird die südliche Umgehungsstraße der Hauptstadt Nikosia bilden, die geplante Länge beträgt 32 Kilometer. Davon sind 7,5 km in Betrieb (Stand 2025).

## Straßenbeschreibung
Die A22 bildet nur eine südliche Umgehung von Nikosia von der A1 bis zur A9, da die Grenze zum türkischen Teil nicht ohne Weiteres passierbar ist, kann kein vollständiger Ring gebaut werden. Durch die Umgehungsstraße soll die Verkehrsbelastung der lokalen Straßen um 10 % verringert werden Fahrzeiten in die Stadt um 10 bis 15 Minuten verkürzt werden.

## Geschichte
Geplant war, die Autobahn zwischen 2008 und 2013 zu bauen, der Bau wurde aber wegen der Finanzkrise verschoben. Wann die A22 fertiggestellt wird, ist noch unbekannt. Geplant sind fünf Bauphasen mit Gesamtkosten von 350 Millionen Euro. Mit dem Bau des ersten Abschnitts zwischen der A1 und der Verbindungsstraße zwischen Strovolos und Tseri wurde im April 2020 begonnen. Der Abschnitt umfasste 7,5 km Autobahn und 10 km Zubringerstraßen und sollte 60 Millionen Euro kosten, wovon 85 Prozent aus Mitteln der EU finanziert wurden. Als Bauzeit wurden drei Jahre veranschlagt, mit rund 16 Monaten Verspätung wurde die Teilstrecke im November 2024 eröffnet. Die Kosten beliefen sich auf rund 55 Millionen Euro.